# Michal Kordula
Michal Kordula (* 11. února 1978 Ratíškovice, Československo) je bývalý český fotbalový záložník, profesionální kariéru ukončil v létě 2013 i vinou předchozího zranění zad v moravském prvoligovém týmu 1. FC Slovácko. Mimo Českou republiku působil na klubové úrovni v Rakousku v klubu FC Kärnten.
Po skončení kariéry se stal vedoucím mužstva 1. FC Slovácko, později ve stejném klubu i asistentem hlavního trenéra a také hlavním trenérem.

## Klubová kariéra
- Baník Ratíškovice 1997–2002
- FK Jablonec 97 2002–2007
- FC Kärnten 2007–2008
- 1. FC Slovácko 2009–2013